# ろうけつ染め
ろうけつ染め（ろうけつぞめ、蝋結染、蝋纈染、臈纈染などとも記される）は、模様部分を蝋で防染し染色する伝統的な染色法。

## 歴史
中国では新疆ウイグル自治区ホータン地区・ニヤ県の精絶国遺跡の東漢墓から蝋染の綿布が発見されていることから、2世紀 - 3世紀からろうけつ染めの技法があったと見られる。
日本では正倉院宝物に見られるなど、天平時代から見られる染色技法である。着物などの反物の染色によく見られ、京都の京友禅でも「蝋纈友禅」がある。
また世界各国にも同様の染色方法が見られる。
インドネシア、マレーシア、タイのバティックもこの技法を使用している。モン族、プイ族も独自のろうけつ染めを行っている。

## 染色方法
溶かした蝋を筆などで布に塗り、模様を描く。染料にてその布を染色し、蝋を落として水洗いする。蝋を塗った部分は白く染め抜かれる。複数の染色のためにはこの工程を繰り返す。蝋を乾燥ひび割れを入れることによって、独特の亀裂模様を作り出すことも多い。